# نووزیریکوو
نووزیریکوو (انگلیسی: Novozirikovo) یک شهرک در شهرستان گافوریسکی استان باشقیرستان کشور روسیه است.